# If I Could Do It All Over Again, I'd Do It All Over You
If I Could Do It All Over Again, I'd Do It All Over You è il secondo album della band inglese di rock progressivo Caravan, pubblicato nel 1970 dalla Decca.
Contende al successivo In the Land of Grey and Pink il primato di miglior disco del gruppo
L'esperienza acquisita con l'album di esordio Caravan, un'opera che malgrado diversi spunti interessanti risultava ancora abbastanza grezza nelle sue atmosfere beat e psichedeliche, permette ai Caravan di raffinare il proprio stile e di produrre il nuovo disco.
If I Could Do It All Over Again, I'd Do It All Over You è il primo album "classico" dei Caravan e li consacra tra i grandi del rock progressivo. Con una miscela di pop, jazz e musica classica, diventano i capostipiti del filone melodico della scena di Canterbury. L'album rivela quanto diverso sia il loro percorso da quello dei Soft Machine, l'altra grande band nata come i Caravan dalle ceneri dei Wilde Flowers, maggiormente votata al jazz rock.
Le fiabe vocali di Richard Sinclair e Pye Hastings, la cui dolcezza è stemperata dal surrealismo dei testi, si incrociano con gli assoli alle tastiere di Dave Sinclair e ai fiati di Jimmy Hastings per conferire all'album un sound spensierato, equilibrato e brillante. Efficaci sono anche gli spunti di jazz e di sperimentazione.
Fra le tre lunghe medley dell'album, in cui i momenti melodici si alternano a vertiginose folate di progressioni strumentali, spicca "For Richard", che diventa presto uno dei brani più richiesti durante le esibizioni nei concerti. Una versione orchestrale dal vivo verrà proposta nell'album Caravan and the New Symphonia del 1974. I congegnati e repentini cambi di ritmo nelle medley creano un originale effetto psichedelico, che verrà adottato da altre popolari band del progressive europeo.
Anche "Hello Hello" e la title track, corte canzoni melodiche e orecchiabili, ottengono un buon successo e, data la durata ridotta rispetto alle medley, sono state spesso trasmesse nelle stazioni radio britanniche e nel programma televisivo della BBC Top of the Pops.
Il primo CD esce nel 1988 per la francese Mantra Records (Mantra 001), e nel 2001 la Decca Universal pubblica una versione rimasterizzata (8829682) contenente quattro tracce aggiuntive. Nel 2010 la Decca ha ristampato in Giappone su CD l'album, in una versione completata da un libretto contenente i testi in giapponese e in inglese.

## Tracce
Tutti i brani sono di Coughlan, P. Hastings, D. Sinclair e R. Sinclair
1. "If I Could Do It All Over Again, I'd Do It All Over You" (3:07)
2. "And I Wish I Were Stoned - Don't Worry" (8:21)
3. "As I Feel I Die" (5:17)
4. "With An Ear To The Ground You Can Make It / Martinian / Only Cox / Reprise" (9:56)
5. "Hello Hello" (3:46)
6. "Asforteri" 25 (1:21)
7. "Can't Be Long Now / Francoise / For Richard / Warlock" (14:18)
8. "Limits" (1:34)

Bonus tracks dell'edizione del 2001
1. A Day In The Life of Maurice Haylett (5:40)
2. Why? (And I Wish I Were Stoned) (4:22)
3. Clipping The 8th (Hello Hello) (3:13)
4. As I Feel I Die (4:39)

## Musicisti
- Richard Coughlan - batteria, congas, bonghi, maracas, cimbalini a dita
- Pye Hastings - voce, chitarre, legnetti, percussioni
- David Sinclair - organo, pianoforte, harpsichord
- Richard Sinclair - voce, basso, tamburello basco

Ospite
- Brother Jim - sax e flauto